# GV Большого Пса
GV Большого Пса (лат. GV Canis Majoris) — одиночная переменная звезда в созвездии Большого Пса на расстоянии (вычисленном из значения параллакса) приблизительно 10963 световых лет (около 3361 парсека) от Солнца. Видимая звёздная величина звезды — от +10,7m до +9,8m.

## Характеристики
GV Большого Пса — пульсирующая полуправильная переменная звезда (SR).